# Joëlle Palmieri
Joëlle Palmieri, née le 28 juin 1959 au Raincy (dans le département français de la Seine-Saint-Denis), est une politologue et journaliste française, féministe, anticolonialiste et antimilitariste. Joëlle Palmieri s'est spécialisée dans les études de genre et du féminisme. Elle est aussi docteure et chercheuse en science politique,,. Elle a également été la co-créatrice de l'agence internationale féministe d'informations Les Pénélopes.

## Biographie

### Jeunesse et études
Joëlle Palmieri naît en 1959. Elle passe son enfance à Nanterre, dans les Hauts-de-Seine.
Après avoir obtenu un bac C en 1976, suivi de deux années de classes préparatoires scientifiques au lycée Condorcet à Paris et d'une année d'école d'ingénieur hydraulique à Grenoble, Joëlle Palmieri abandonne ses études pour entrer dans la vie professionnelle. Elle travaille entre autres sur des modèles monétaires pour la Banque de France et dans une société coopérative de production dédiée au pré-presse (photocomposition, photogravure). Elle milite également au sein du syndicat CFDT.

### Vie professionnelle et engagements

#### Science politique
Après vingt-six ans d'activité, au chômage, elle s'engage dans une validation des acquis de l'expérience à l'Université Sorbonne Nouvelle et à l'Université Paris-Dauphine. Elle obtient en 2006 un Master Pro2 Communication institutionnelle et des entreprises (mention très bien) et un Master Pro2 Presse et Communication économique et sociale. Elle poursuit ses études afin d'obtenir un doctorat en sciences politiques. En 2011, elle soutient la thèse qui deviendra le livre le livre TIC, colonialité, patriarcat : Société mondialisée, occidentalisée, excessive, accélérée… quels impacts sur la pensée féministe? Pistes africaines,. Elle obtient son doctorat en novembre de la même année et entre comme membre associée au Laboratoire des Afriques dans le monde (elle est chercheuse associée à l'unité mixte de recherche (UMR) « Les Afriques dans le monde » (LAM), à partir de 2016). Elle devient également membre du Conseil pour le développement de la recherche en sciences sociales en Afrique (Codesria),.
Pendant la période, Joëlle Palmieri a organisé et animé des formations ou des recherches en Afrique de l'Ouest, en Europe de l'Est et Centrale, sur les utilisations stratégiques des technologies de l'information et de la communication pour l’autonomisation et le renforcement des capacités des femmes et féministes.
La lutte contre le patriarcat, l'identification des dominations de classe, de race, de sexe, la militarisation des sociétés, le fascisme ordinaire, les usages des TIC pour le renforcement de ces dominations et systèmes, vont structurer l’essentiel de son parcours de politologue. Elle s'intéresse également aux études postcoloniales et subalternes, afin d'isoler les dominations et invente le terme de « colonialité numérique » afin de définir le rôle des TIC et en particulier des réseaux sociaux numériques dans le renforcement et l'accélération des dominations entre le centre et la périphérie.
Elle s'installe à Montreuil-sous-bois en Seine-Saint Denis en 1986. Elle partage son habitation avec deux des co-créateurs de la coopérative de production spécialisée en pré-presse, Incidences. 
Sous sa casquette de politiste, elle fait partie des spécialistes du comité scientifique du réseau Terra-HN (initialement Terra). 

#### Féminisme
Dix années plus tard, en 1996, elle co-crée l'agence internationale féministe d'informations Les Pénélopes, et se consacre au journalisme et à la direction de publication. Le magazine en ligne compte en 1997 une moyenne de 40 000 vues par semaine. 
Parallèlement, elle co-crée en 2000 l'Agence pour la promotion de l'économie solidaire (APRESS) aux côtés du Monde Diplomatique, de Politis et d'Attac. Elle y exerce les fonctions de chef de projet. 
Sans jamais dissocier son activité professionnelle en communication, dans le journalisme et la publication, puis son parcours de recherche, d’un engagement militant, Joëlle Palmieri a participé aux activités du réseau Genre en Action, un réseau francophone sur l'intégration du genre dans les politiques publiques.
Elle est également membre depuis 1998 du réseau international Womenaction qui suit la mise en œuvre du point J de la Plateforme d'action de Pékin sur les médias. Elle se consacre à l'élaboration de médias tactiques, notamment en Europe de l'Est et Centrale. Elle co-rédige en 2008 avec Christina Haralanova, dans le cadre de Women Information Technology Transfer, un ouvrage consacré à cette action Strategic ICT for Empowerment of women - WITT Training Toolkit.
En décembre 2012, elle crée un blog sur lequel elle commente l'actualité internationale d'un point de vue féministe, sous le prisme de la militarisation de la société et des impacts des usages des technologies de l'information et de la communication (TIC) sur la citoyenneté.

#### Anticolonialisme et antimilitarisme
Joëlle Palmieri, après s'être engagée pour le droit de vote des immigrés (1982) en créant La crise n'a pas de couleur, puis auprès du Cedetim dans la lutte pour les droits des Palestiniens (1983), rendra compte de différents conflits, notamment au Pakistan pendant la Guerre d'Irak (1991), puis dans les Balkans (2003). Dans les pas de la sociologue Andrée Michel, elle étudie le complexe militaro-industriel (CMI) et le rôle des propriétaires des technologies de l'information et de la communication (TIC) dans son renforcement.

## Thèse et publications

### Thèse de doctorat de science politique
- Titre de la thèse : Genre et société numérique colonialitaire — Effets politiques des usages de l’internet par des organisations de femmes ou féministes en contexte de domination masculine et colonialitaire : les cas de l’Afrique du Sud et du Sénégal. Doctorat de Science politique, Université Bordeaux 4, Institut d’études politiques, Les Afriques dans le Monde. Directrice de thèse : Marion Paoletti, maîtresse de conférences en science politique à l’Université Montesquieu-Bordeaux IV. Membre du jury: Michel Cahen, historien, chercheur CNRS, directeur-adjoint de l'unité mixte de recherche Les Afriques dans le monde (LAM)[19].

### Ouvrages
- Ouvrage collectif, 100 ans de vie de femmes, 1997, Paris : Éditions Atlas, 128 p.[10].
- Co-rédaction avec Christina Haralanova, Strategic ICT for Empowerment of women - WITT Training Toolkit - « Utilisations stratégiques des TIC pour l’autonomisation et le renforcement des capacités des femmes – manuel de formation », février 2008, Amsterdam : Women Information Technology Transfer, 76 p.[10].
- Co-rédaction avec Marie-Hélène Mottin-Sylla, Excision : les jeunes changent l’Afrique avec les TIC, mars 2009, Dakar : CRDI Éditions, 124 pages[20],[10].
- Co-direction avec Dominique Foufelle, Les Pénélopes : un féminisme politique – 1996-2004, novembre 2013 (ou 2014[1]), 108 pages[14].
- Digressions, roman, juin 2015, 152 p.[21].
- TIC, colonialité, patriarcat : Société mondialisée, occidentalisée, excessive, accélérée… quels impacts sur la pensée féministe ? Pistes africaines, juin 2016, Yaoundé : Éditions Langaa, 296 p. (ISBN 9789956763061)[22],[23],[18],[2],[24]
- La douleur impensée : autopsie féministe de la fibromyalgie, une « maladie de femmes », septembre 2021, Saint-Joseph-du-Lac (Québec) : M éditeur, 100 p.

### Autres publications
En plus des livres, Joëlle Palmieri est l'autrice de plus de 50 articles dans des revues savantes (avec ou sans comité de lecture), dans des magazines ou sur des plateformes électroniques. Elle est notamment l'auteure du blog « Colonialité-enjeux, paradoxes : la domination dans tous ses états » (2014), qui traite du postcolonialisme.